# Muzeul Național de Etnografie și Istorie Naturală din Chișinău
Muzeul Național de Etnografie și Istorie Naturală este un muzeu din municipiul Chișinău, situat pe str. Mihail Kogălniceanu, 82. A fost creat în octombrie 1889 în baza colecției exponatelor primei expoziției agrare din Basarabia, organizată sub inițiativa baronului A. Stuart. 
Edificiul muzeului (oficial – „Clădirea Muzeului Național de Etnografie și Istorie Naturală, fost Muzeu zoo-agricol și a meșteșugurilor populare”) este un monument de arhitectură de însemnătate națională, introdus în Registrul monumentelor de istorie și cultură a municipiului.

## Istoric
Pe parcursul anilor, muzeul a avut mai multe denumiri:
- 1889-?: Muzeul agriculturii
- ?-1926: Muzeul zoologiei, agriculturii
- 1926-1927: Muzeul național al istoriei naturale din Chișinău
- 1927-1940: Muzeul regional din Basarabia
- 1940-1957: Muzeul republican din RSSM
- 1957-1983: Muzeul de stat a istoriei și studierii plaiului natal
- 1983-1991: Muzeul de stat a studierii plaiului natal
- 1991-curent: Muzeul Național de Etnografie și Istorie Naturală din Chișinău

Funcția de director general al MNEIN este ocupată de Petru Vicol. Varvara Buzilă este secretar științific al instituției.
În spatele muzeului este amenajată o grădină, monument de arhitectură peisagistică.

## Galerie de imagini

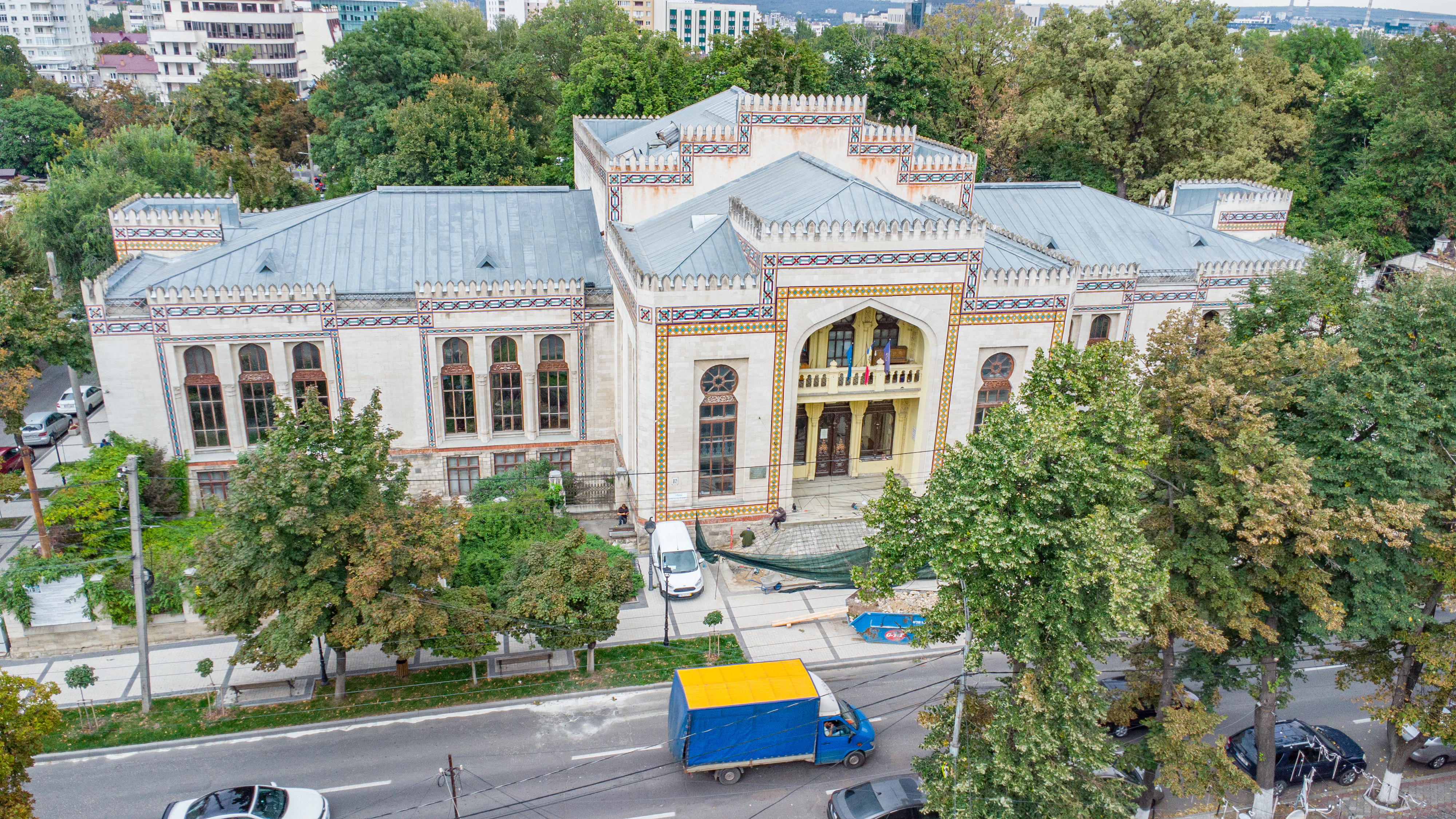
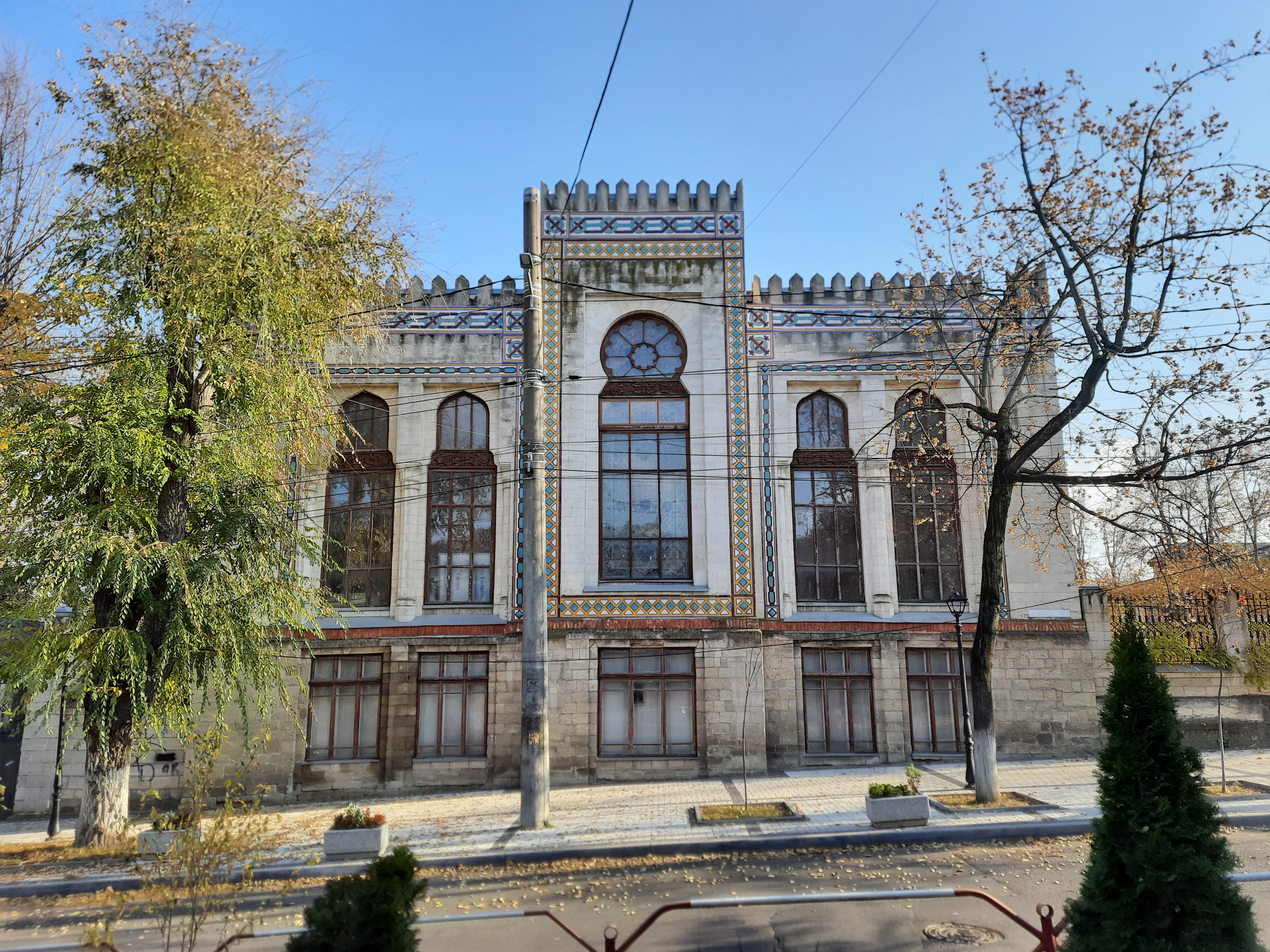
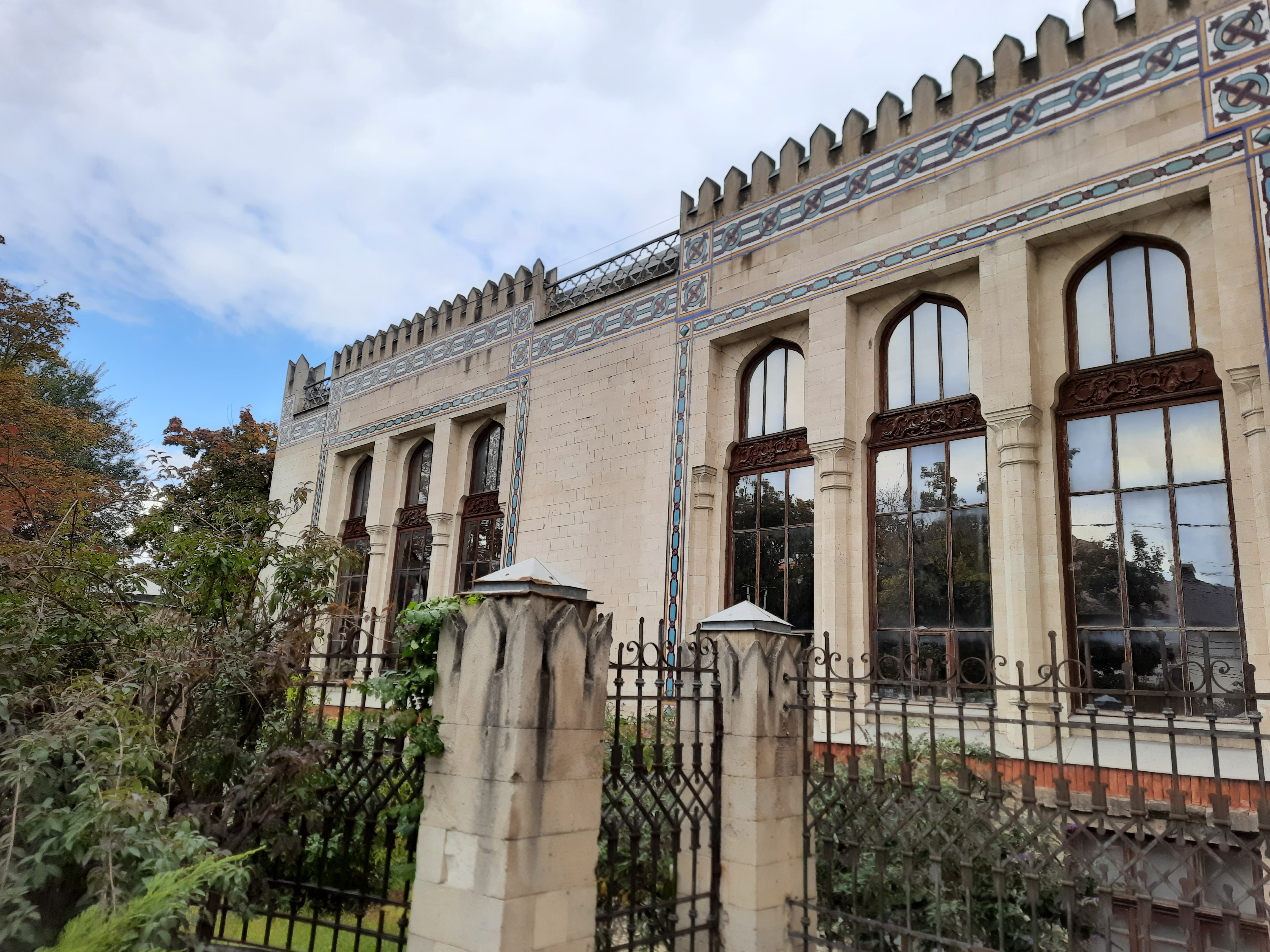
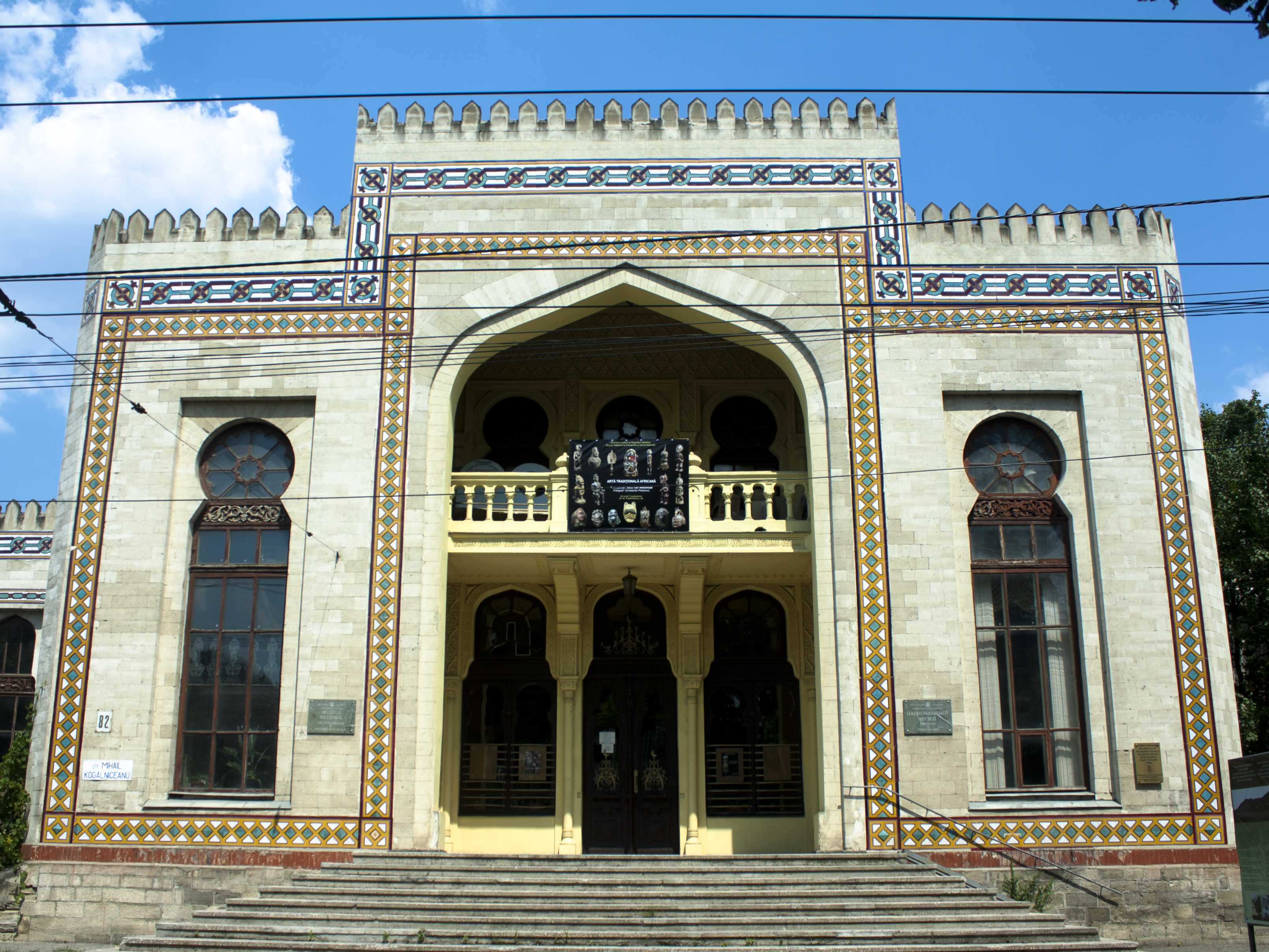
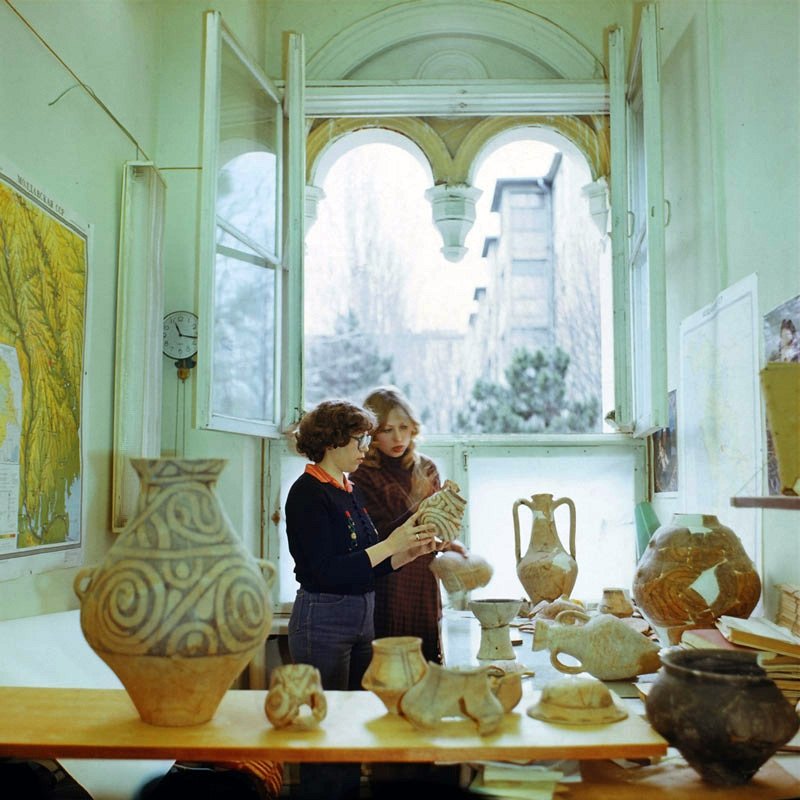
Expoziție din anii '80
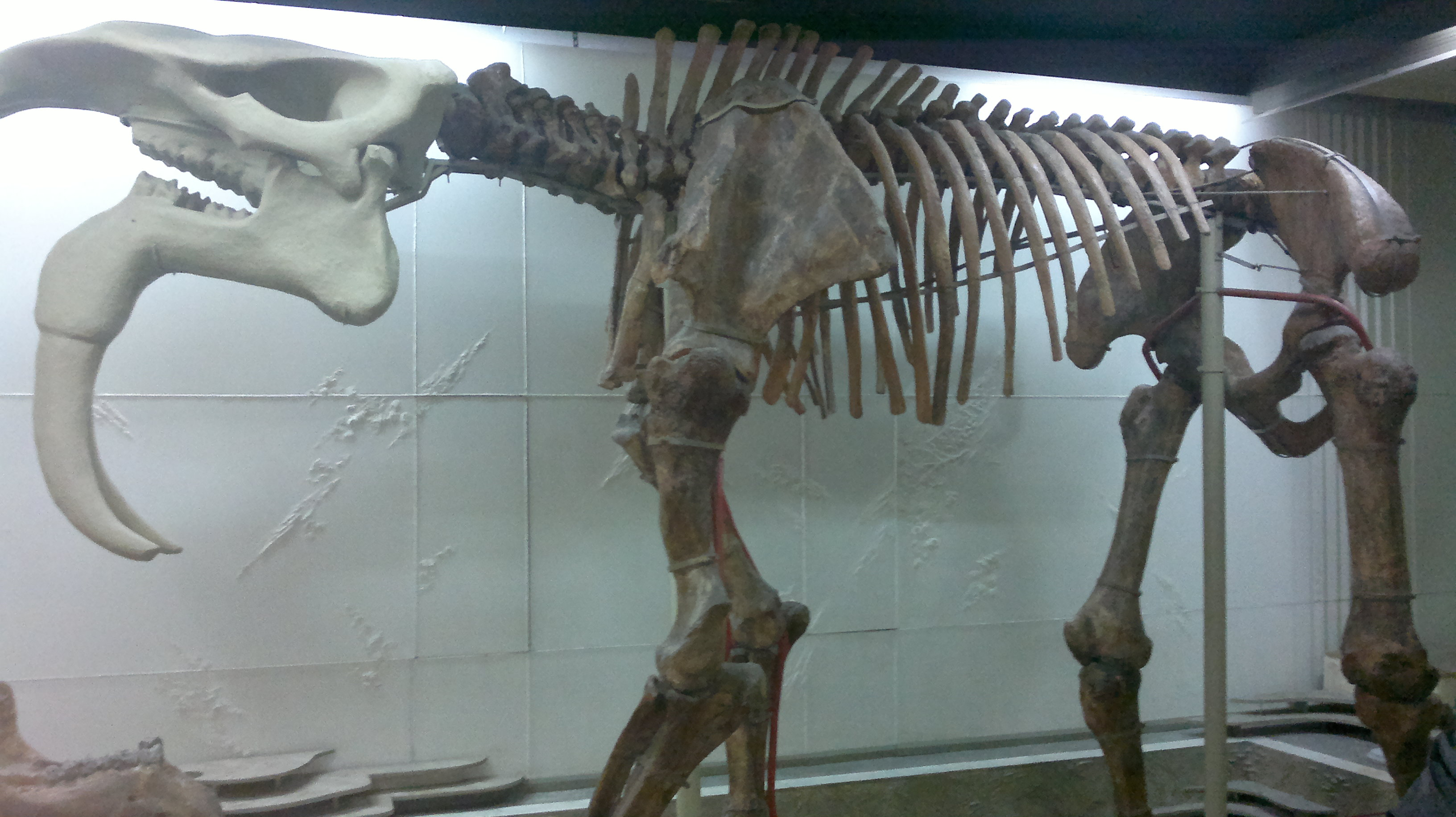
Scheletul unui Deinotherium în cadrul muzeului